# Antoni Caba i Casamitjana
Antoni Caba i Casamitjana (Barcelona, 1838 - 25 gener de 1907) fou un pintor barceloní, conegut retratista i representant del realisme pictòric.

## Biografia

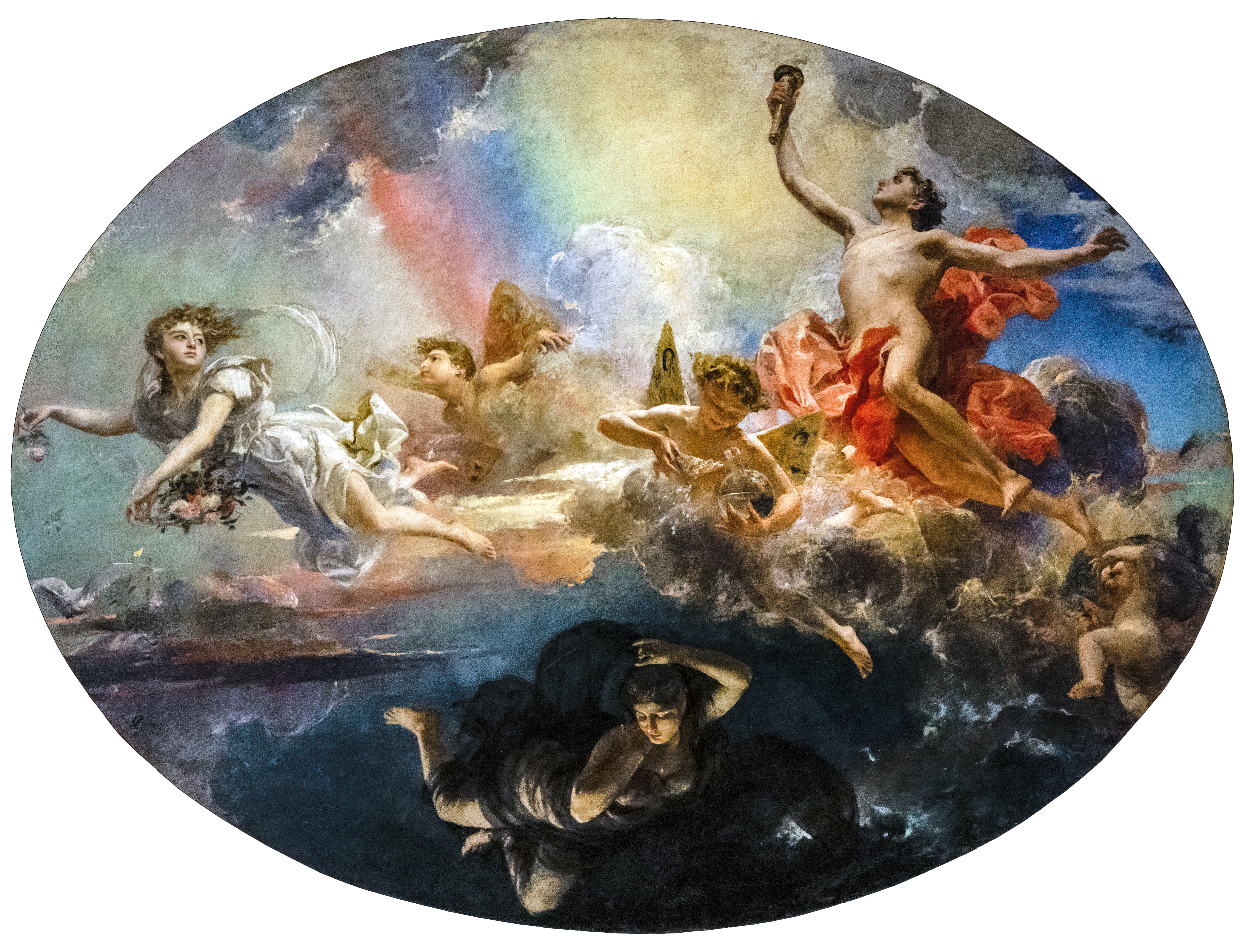
El triomf del Dia sobre la Nit precedit de l'Aurora (1882), Museu Nacional d'Art de Catalunya

Es va formar a l'Escola de la Llotja durant els anys 1850, on va rebre formació de la mà de Gabriel Planella, Pau Milà i Fontanals i de Claudi Lorenzale, i on Joaquim Mir i Trinxet va rebre classes d'Antoni Caba. Gràcies a una pensió de la diputació, posteriorment estudià a la Reial Acadèmia de Belles Arts de San Fernando de Madrid, on va rebre lliçons de Federico de Madrazo. La seva primera exposició a la capital fou el 1864, a l'Exposició Nacional de Belles Arts. L'Estat li va comprar una de les obres exposades per incorporar-la als fons del Museu del Prado.
Durant un temps es va formar a l'Acadèmia de Belles Arts de París, on estigué sota les ordres del pintor suís Marc Gleyre. El 1874 va guanyar l'oposició per a la plaça de professor de la classe de "Colorido y Composición" de l'Escola Llotja, que aconseguí amb l'obra Pedenidemt de Judes, i entre 1887 i 1900 en fou el director. Durant aquest temps es dedica a pintar retrats per a la burgesia catalana i barcelonina en particular, que van rebre el sobrenom de fotogràfics. Fou soci del Reial Cercle Artístic.

## Obra

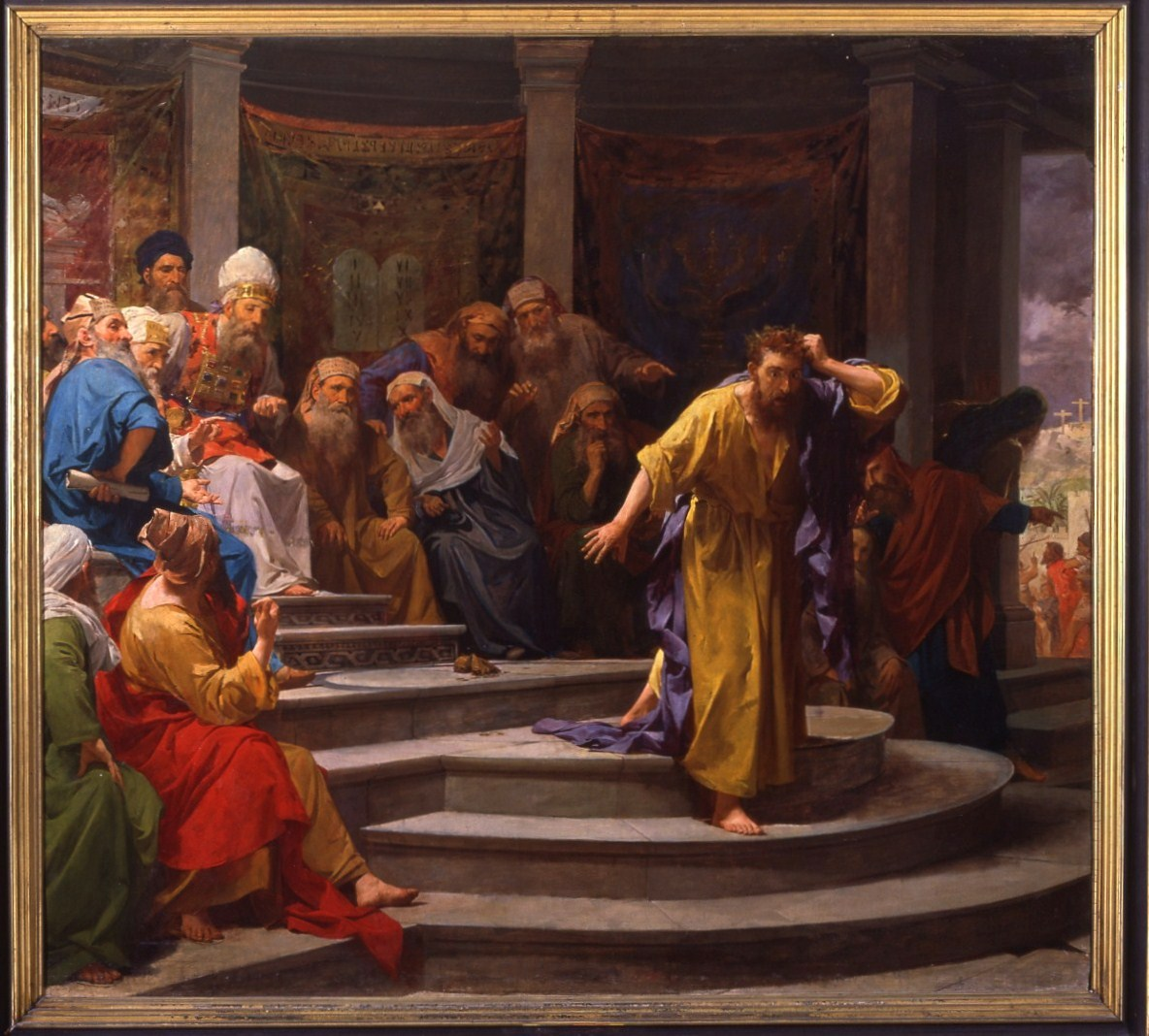
Penediment de Judes (1874), oli d'Antoni Caba i Casamitjana, 190 x 210 cm, Reial Acadèmia Catalana de Belles Arts de Sant Jordi (inv. 275)

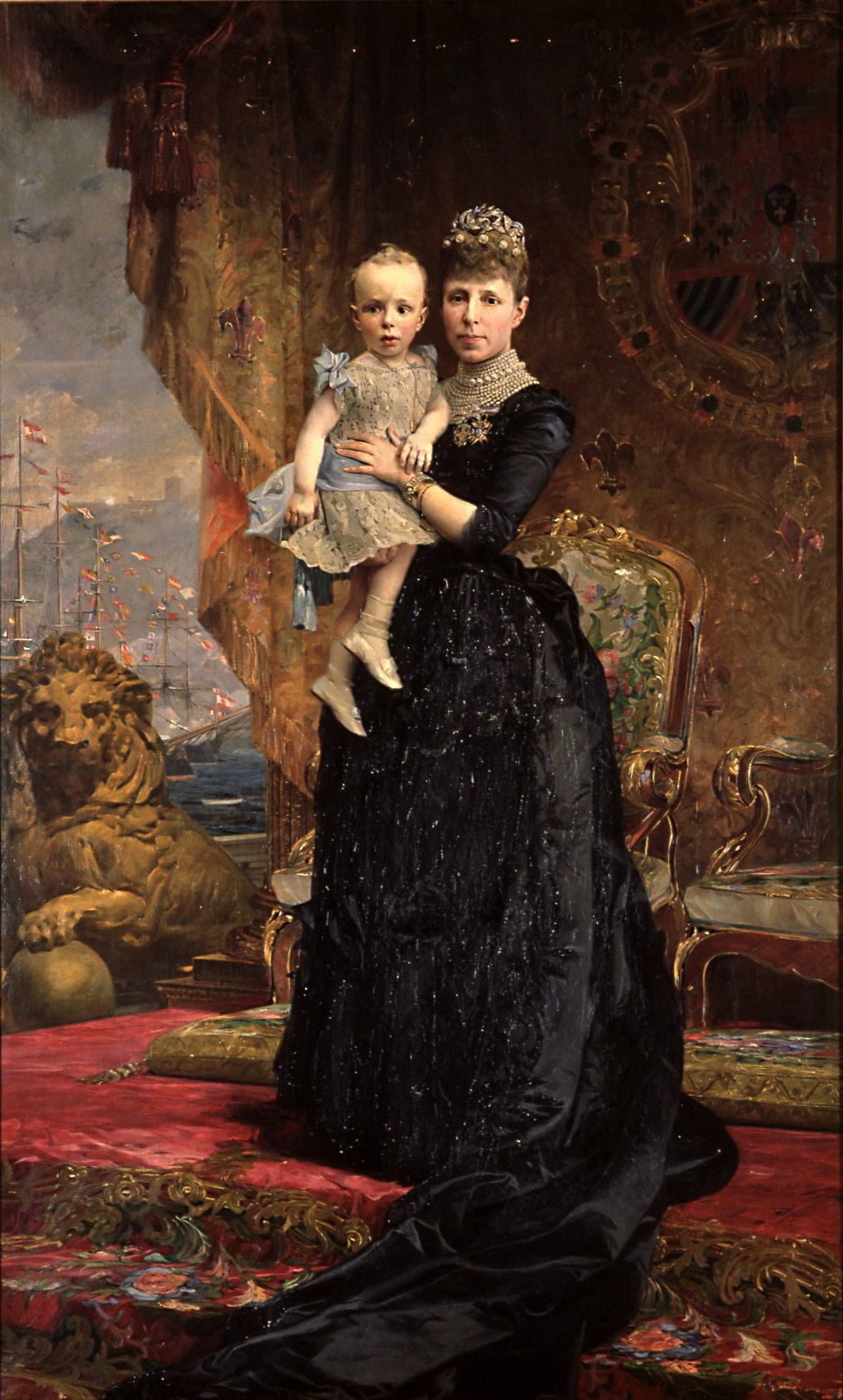
Retrat de la reina Maria Cristina d'Habsburg-Lorena i el seu fill Alfons XIII (1890), oli d'Antoni Caba i Casamitjana, 251 x 153 cm, Reial Acadèmia Catalana de Belles Arts de Sant Jordi (inv. 244)

La seva obra està relacionada amb el realisme pictòric amb influència del romanticisme. Va realitzar decoracions murals, entre altres llocs al Liceu, i fou un reconegut retratista, amb un estil molt sobri. El seu Retrat del pintor Joaquim Vayreda es pot veure actualment al Museu Nacional d'Art de Catalunya. A la Reial Acadèmia Catalana de Belles Arts de Sant Jordi, a part de les dues obres reproduïdes, es conserven les següents pintures: El tribut del Cèsar, Còpia de El príncipe Baltasar Carlos de Velázquez, Retrat de Frederic Oliveras, Retrat de Maria Moret d'Oliveras, Retrat de Narcís Oliveras, Retrat d'Enriqueta Oliveras, Retrat del Marquès d'Alfarràs, Retrat de Beatriu Vidal de Monserdà i Retrat de Claudi Lorenzale, així com un retrat del pintor realitzat l'any 1907 per Arcadi Mas i Fontdevila. Al Museu del Prado de Madrid es troba L'heroïna de Peralada. També hi ha obra seva al Museu d'Art de l'Empordà de Figueres, a la Galeria de Catalans Il·lustres (Retrat d'Antoni Viladomat, 1872) i a la Biblioteca Museu Víctor Balaguer, on podem trobar, entre d'altres, l'esboç (1886) del retrat de la reina Maria Cristina d'Habsburg - Lorena i el seu fill Alfons XIII que es troba a la Reial Acadèmia Catalana de Belles Arts de Sant Jordi.

## Premis i reconeixements
- Medalla d'or a l'Exposició Universal de Barcelona de 1888